# Mormo
Mormo ou lamparão é uma doença infecciosa causada pela bactéria Burkholderia mallei mais frequente em equídeos (cavalos, asnos e mulas), mas podendo também ser contraída pelo homem. É uma infecção transmitida por secreções nasais, orais, oculares, fezes e urina de animais infectados. É encontrada na América Latina, África e Ásia.
O mormo em equinos foi descrito em 1811, ocorrendo até 1968, quando houve um período de 30 anos sem que nenhum novo caso fosse registrado, sendo considerado extinto no Brasil. No entanto, a doença re-emergiu no Nordeste do país, em Alagoas e no Pernambuco no ano de 1999, o que intrigou a comunidade de epidemiologistas, já que a bactéria não forma esporos, com isso não resistiria tanto tempo no ambiente. O que justificaria então essa aparição da doença tanto tempo depois é a possibilidade de haver equídeos portadores inaparentes, que por algum fator acabou apresentando sinais clínicos. Em 2004, novo caso foi registrado em Santa Catarina, local onde nunca se tinha noticiado ocorrência da doença, especula-se que essa aparição se deu por conta do estado receber animais de todo o país para frequentes exposições. Em 2010 um cavalo da polícia federal deu positivo para mormo em Brasília, a procedência do animal era São Paulo. Em 2012 registraram-se os primeiros casos em Minas Gerais, nas cidades de Varzelândia e Montes Claros.
Mormo é uma doença específica de equídeos e é facilmente transmitido para o humano, que seria um portador acidental. A principal via de infecção é a cutânea (pele) através do contato com feridas expostas, vias respiratórias e digestivas. Ao entrar na circulação sanguínea, a bactéria Burkholderia mallei atinge todos os sistemas do animal, com predileção ao sistema respiratório, onde apresenta mais sintomatologia.
Quando diagnosticado pelos meios reconhecidos internacionalmente, mesmo que não apresentando sintomas, o caso deverá ser obrigatoriamente notificado ao órgão responsável do estado, e o animal deverá ser eutanasiado.
A doença em humanos é fatal e deve ser tratada qualquer pessoa que tenha sido exposta mesmo que não haja presença de sintomas.
Mormo é uma zoonose gravíssima de grande importância sócio-econômica e sanitária.

## Sintomas
Seus sintomas incluem:
- Febre; temperatura elevada
- Tremores;
- Suor excessivo;
- Sensibilidade a luz;
- Dor no peito;
- Rigidez muscular;
- Catarro e sangramento nasal;
- Perda de peso progressiva;

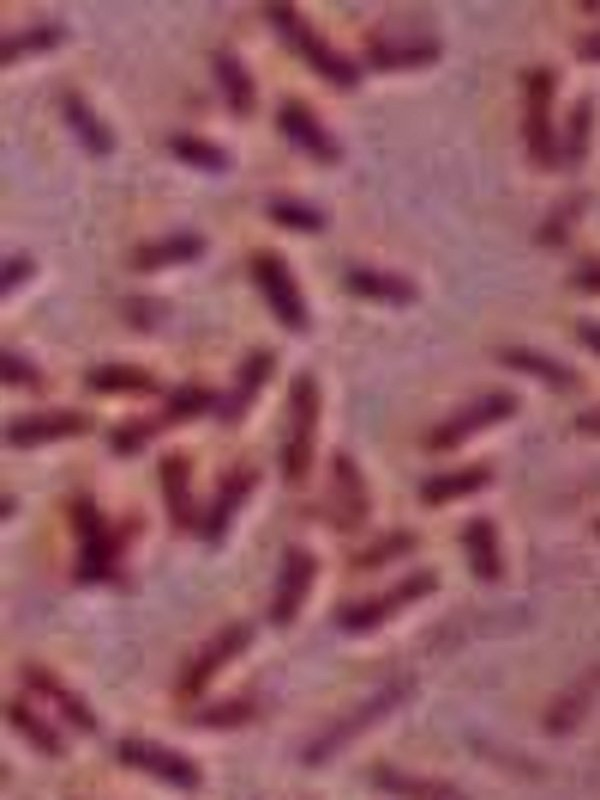
Burkholderia mallei

A sua forma cutânea gera nódulos endurecidos nos membros e abdômen, membranas mucosas afetadas aumentam a produção de muco gerando catarro e pus. Em infecção pulmonar podem causar pneumonia, abcessos pulmonares e dificuldade para respirar (dispneia). 
Sem tratamento, a infecção pulmonar ou no sangue costuma ser fatal aos animais em 7 a 10 dias.
O animal portador do teste positivo para maleína, deve ser eutanasiado no local em que se encontra, e a carcaça deve ser queimada e enterrada, segundo a normativa da Organização Mundial da Saúde Animal.

## Tratamento
Como a infecção em humanos e em países desenvolvidos é rara, não há muitos estudos avaliando a eficiência dos antibióticos em seu tratamento, mas geralmente é eficiente o tratamento com:
- Sulfadiazina (eficiente tanto para animais quanto para humanos)
- Tetraciclinas
- Ciprofloxacina
- Estreptomicina
- Novobiocina
- Gentamicina
- Imipenem
- Ceftazidima
- Sulfonamidas

Vacinas estão sendo desenvolvidas e testadas, mas até o momento, não estão disponíveis.

## Diagnóstico
Segundo a Portaria nº 35 da SDA/MAPA, o teste ELISA será o oficial para diagnóstico de Mormo no Brasil a partir de meados de 2020. Atualmente são utilizados exames de triagem como de Fixação de complemento (FC).

## História
Matou muitos cavalos e soldados durante a Primeira e Segunda Guerra Mundial na Rússia, possivelmente espalhada intencionalmente pelos alemães. Atualmente está quase erradicada dos países desenvolvidos.

## História no Brasil
Acredita-se que a doença chegou ao Brasil por meio de cavalos importados da Europa.